# Resident Evil Village
Resident Evil Village — відеогра жанру survival horror, розроблена та видана Capcom. Десята з основної частини серії Resident Evil та продовження Resident Evil 7: Biohazard.
Гра була анонсована на презентації PlayStation 5 у червні 2020 року. Реліз відбувся 7 травня 2021 для Microsoft Windows, PlayStation 4, PlayStation 5, Xbox One та Xbox Series X/S.
У Resident Evil Village протагоніст попередньої гри, Ітан Вінтерс, у пошуках своєї викраденої дочки потрапляє в занедбане румунське село. Йому доводиться протистояти тамтешнім чудовиськам, разом з тим розкриваючи таємниці своєї дружини Мії та минуле корпорації Umbrella.

## Ігровий процес
Як і Resident Evil 7, Resident Evil Village використовує перспективу від першої особи. Головним персонажем виступає протагоніст попередньої гри, Ітан Вінтерс. Подібно до попередньої гри, він повинен боротися з різноманітними ворогами чи ховатися від них, але Resident Evil Village більше орієнтована на активний бій. Як і в попередній грі, протагоніст може різко розвертатися, що утекти від загроз. Пропонується обрати чотири зброї для швидкого перемикання між нею, такої як пістолет, дробовик, гвинтівка чи ніж.
Система керування спорядженням подібна до системи з Resident Evil 4. За знайдені монети чи ціні речі гравці можуть придбати зброю, набої, ліки тощо в торговця, якого називають Герцогом. Вони можуть полювати на певних тварин у селі та віддавати здобич Герцогу, щоб той приготував страви, які дають Ітану бонуси. Також, Ітан здатний самотужки виготовляти набої чи інші предмети, якщо знайшов чи купив інструкції з їх виготовлення. На карті різними кольорами позначаються вже відвідані місця, не відвідані, та в яких іще є предмети інтересу. Прогрес зберігається на друкарських машинках, як у класичних іграх серії Resident Evil, замість магнітофонів у попередній грі.
Resident Evil Village включає багатокористувацький режим для шести гравців під назвою Resident Evil Re:Verse. Він безкоштовний у складі Resident Evil Village, а також поширюється платно як окрема гра. Режим є варіацією бою насмерть, де персонажі різних частин серії Resident Evil борються між собою впродовж раундів по 5 хвилин, змагаючись у наборі очок. Коли персонаж гине, він відроджується як мутант.
Також у грі є додатковий режим Mercenaries, який відкривається після проходження сюжету. В Mercenaries потрібно пройти низку випробувань, де належить знищувати ворогів за відведений час. Що більше випробувань проходить гравець, то більшим стає його рахунок очок.

## Сюжет

### Оригінальна гра
Події Resident Evil Village відбуваються через три роки після подій Resident Evil 7. Ітан Вінтерс живе з дружиною Мією та новонародженою дочкою Розмарі у Європі. Ітан пригадує як врятував Мію з маєтку Бейкерів, зараженого зомбуючим грибком, і вважає, що жахи більше не повернуться. Мія читає Розмарі похмуру казку, що не подобається Ітану. Родина вечеряє та збирається спати, коли раптом в їхній будинок вриваються Кріс Редфілд та його загін BSAA. Спецпризначенці розстрілюють Мію, Кріс забирає дочку, а Ітана приголомшують ударом приклада.
Напівпритомний, Ітан усвідомлює, що Мія довго щось приховувала від нього. Він отямлюється посеред засніженого лісу біля переверненої вантажівки та трупів спецпризначенців. Переслідуваний невідомими істотами, Ітан дістається до занедбаного румунського села в Трансильванії. Оглядаючи будинки, він розуміє, що всі жителі чомусь раптово зникли. Згодом він зустрічає одного вцілілого, але того вбиває лікантроп і слідом відкушує Ітану частину долоні з пальцями. Ітану вдається знайти пістолет і застрелити чудовисько. Але невдовзі його оточує зграя лікантропів, що тікає тільки через появу божевільної чаклунки. Біля села стоїть старовинний замок, в якому Ітан сподівається знайти вцілілих. Борючись з лікантропами, він наздоганяє чаклунку, яка розповідає, що Розмарі в селі, у Матері Міранди. Потім він зустрічає вцілілих — Єлену, Юліана та ще декількох селян. Із записів у їхньому будинку Ітан довідується, що в селі поклонялися Міранді як богині. Та коли селяни моляться їй, батько Єлени перетворюється на лікантропа і вона застрелює його. Через бій з лікантропом будинок загорається, Єлена гине, а Ітану доводиться самотужки шукати порятунку в замку.
Знайшовши в селі герби, він відчиняє двері замку з хитромудрим механізмом. У підвалі Ітан зустрічає Карла Гейзенберґа — чоловіка, здатного телекінетично керувати залізом. Гейзенберг обліплює його залізом, заковує в кайдани та приводить до Матері Міранди та її лордів: вампіреси Альсіни Дімітреску, лялькарки Донни Беневієнто з її лялькою Енджі, та потворного Сальваторе Моро. Гейзенберг влаштовує Ітану випробування, нацьковуючи на нього лікантропів. Ітан тікає через наповнене пастками підземелля та вибирається на поверхню. Йому допомагає Герцог — огрядний доброзичливий торговець, який продає різні корисні речі.
Ітан проникає в маєток Дімітреску, де його схоплюють Альсіна та її троє дочок. Вони підвішують його на гаках, щоб потім випити кров. Ітану вдається зірватися з гаків і знайти записи, що дивні жителі оселилися в замку ще з 1950-х років. Він убиває одну з дочок Дімітреску, пробирається крізь катакомби, наповнені ожилими мерцями, але врешті потрапляє в засідку Альсіни. Розлючена вампіреса кидає його в підвал, де відрубує йому руку своїми пазурами. Проте Ітан тікає, запустивши таємний ліфт, а рука дивним чином приростає на місце. Потім він убиває інших двох дочок Альсіни та врешті саму вампіресу, що перетворюється на крилату горгулію. Ітан знаходить колбу, в якій виявляється кристалізована голова його дочки. Проте Герцог запевняє, що дівчинку можна оживити ритуалом та підказує знайти колби з іншими частинами тіла.
Друга колба знаходиться в маєтку Донни Беневієнто. Прямуючи туди, Ітан бореться з лікантропами та знаходить аудіозаписи Мії, з яких дізнається, що вона мала якусь таємницю. Згодом він чує голос Мії по телефону. Тікаючи від чудовиська, схожого на величезне немовля, Ітан зустрічає лялькарку. Вона використовує Енджі та галюциногенний пилок, намагаючись убити Ітана, але коли той розбиває маріонетку, всередині якої живе безформний паразит, галюцинації розвіюються, на місці ляльки виявляється Донна і гине. Ітан вирушає до млина Моро, оброслого слизом. Моро керує ростом слизу, завдяки чому перекриває виходи, але Ітан знаходить шлях назовні. З узбережжя річки Ітан пробирається на зруйновану фабрику, де його чекає Кріс. З розмови Кріса та спецпризначенця стає зрозуміло, що події в селі пов'язані з тим же грибком, що й події в Луїзіані три роки тому. Розмову перериває напад Моро, який поступово мутує в покриту очима та щупальцями водяну істоту. Ітан відкриває греблю, чим осушує заплаву, ставлячи Моро в невигідне становище. Вбивши Моро, він отримує повідомлення від Гейзенберґа, котрий пропонує співпрацю. Той підказує шукати останню колбу в руїнах, наповнених лікантропами. Ітан знаходить колбу та вирушає до Гейзенберґа, дорогою здогадуючись, що до подій причетна корпорація Umbrella.
Ітан знаходить Гейзенберґа на старій фабриці, де той готує повстання проти Міранди. Він пропонує використати Розмарі для вбивства Міранди, бо дитина наділена якоюсь великою силою. Ітан відмовляється і в ході бійки з Гейзенбергом опиняється в підвалі, де з зомбованих селян виготовляється армія кіборгів. Втікши з фабрики, він знову зустрічає Кріса, котрий пояснює, що вбита ним Мія насправді була здатною змінювати вигляд Мірандою. Кріс намагався вбити Міранду, щоб захистити Ітана й Розмарі, але не зрозумів, що Міранда насправді вижила та викрала дівчинку, напавши на його авто. Кріс руйнує фабрику Гейзенберґа, тоді як Ітан керує імпровізованим танком з кулеметом і бензопилкою, і врешті вбиває Гейзенберґа, що перетоворився на мішанину плоті й металу. Потім прибуває Міранда, видаючи себе за Мію. З її сміху Ітан розуміє, що бачена раніше чаклунка теж була Мірандою. Лиходійка вихваляється, що планує удочерити Розмарі, та перш смертельно ранить Ітана, вирвавши йому серце.
Кріс, дізнавшись про смерть Ітана, вирушає помститися за нього. Дорогою до Міранди він бачить прибуття загону BSAA. Кріс просувається вглиб села, борючись з численними лікантропами, а потім спускається в печери під селом, де виявляє масу грибка мегаміцелію під назвою Чорний бог. Він закладає бомбу та знаходить лабораторію Міранди. Кріс розуміє, що Міранда почала експериментувати з грибком ще понад століття тому, завдяки чому здобула безсмертя. Її метою було воскресити свою дочку Єву, померлу від іспанського грипу, адже грибок вбирав спогади своїх жертв. Результатами її експериментів стали паразити каду. З заражених паразитами жителів села виникли лікантропи, четверо лордів та Евелін. Зрештою, Міранда знайшла тіло для Єви — Розмарі, що володіла потрібними здібностям, успадкованим від Ітана та Мії. Міранда також була наставницею Освелла Спенсера, засновника корпорації Umbrella. Кріс знаходить у в'язниці Мію та визволяє її, після чого повідомляє про смерть Ітана, але Мія не вірить в це.
Ітан бачить видіння Евелін, яка розкриває йому, що Ітан насправді загинув три роки тому, а його тіло підтримується тільки грибком. Герцог забирає Ітана з місця останнього бою та доставляє його до місця ритуалу, де Міранда переселяє спогади дочки в тіло Розмарі. Міранда перетворюється на павукоподібну потвору, намагаючись привласнити дитину. Ітан перемагає Міранду і забирає дочку, коли на місце бою прибігає Кріс. Тіло Ітана починає руйнуватися через отримані травми. Він каже Крісу тікати з села разом з Розмарі, а сам лишається підірвати бомбу, закладену в центр мегаміцелію. Відлітаючи з Крісом на конвертоплані, Мія бачить як село вибухає. Кріс шкодує про загиблих із BSAA, але йому показують, що загін складався з контрольованих зомбі. Прагнучи відповідей, Кріс вирушає до європейської штаб-квартири BSAA.
У сцені після титрів підросла Розмарі відвідує могилу Ітана. Слідом агент невідомої організації викликає її на завдання та порівнює з Евелін. Коли вони від'їжджають на авто, назустріч їм іде невідома особа.

### «Тіні Роуз»
У 2037 році Роуз виповнилося 16 років. Вона виховується під опікою уряду США, лише зрідка бачачи свою матір Мію і Кріса Редфілда. З неї насміхаються однолітки і навіть учителі впевнені, що вона небезпечна. За порадою Діона «К» Вілсона, Роуз прибуває до урядової лабораторії, де зберігається вцілілий фрагмент мегаміцелію. Діон доручає Роуз телепатично зв'язатися з грибком, щоб знайти Очищувальний кристал, який може цілком позбавити її здібностей, успадкованих від батька.
Зв'язавшись із грибком, Роуз опиняється в «Царстві свідомості», що складається зі спогадів людей, яких мегаміцелій поглинув упродовж століть. Роуз блукає підземеллями замку Дімітреску, бачачи в кількох полонених дівчатах саму себе. Потім вона стикається з Герцогом у масці, який полює на іншу дівчину, що намагалася добути кристал. Герцог влаштовує гонитву за Роуз, але вона отримує підказки на стінах від таємничої сутності, котру називає Михаїлом честь архангела Михаїла. Цей невідомець дає дівчині пістолет.
Роуз розшукує бронзову, срібну та золоту маски, щоб відкрити клітку з кристалом. Їй доводиться користуватися своїми надлюдськими силами, тоді як Михаїл слабне через чиєсь втручання. Коли Роуз добуває кристал, виявляється, що це був обман, фальшива мета, щоб додати азарту полюванню Герцога на своїх жертв. Її кидають у підземелля, де Герцог виводить нових чудовиськ. Михаїл радить Роуз стрибнути в провалля.
Згодом Роуз отямлюється біля саду будинку Беневієнто. Коли вона спускається в підвал, зв'язок із Михаїлом остаточно зникає. Дівчині доводиться розв'язувати низку головоломок, пов'язаних із ляльками, що натякають на її майбутню смерть на вогнищі. Невдовзі Роуз отримує телефонний дзвінок від невідомої дівчини, яка дражнить її, що «мама» розсердиться, якщо вона дізнається, що вони граються разом. Роуз починає переслідувати манекен Мії, який рухається щоразу, коли Роуз не дивиться на нього. Прорахувавши необхідні дії, Роуз тікає в ліфт.
Піднявшись на перший поверх, Роуз зменшується, рухомі ляльки та манекен переслідують її. Дівчині вдається потрапити в іншу споруду, в якій вона впізнає будинок своїх батьків. Споглядання сцен з минулого перериває поява Евеліни, частка свідомості якої збереглася в мегаміцелії. Біля будинку Беневієнто Роуз бореться проти Евеліни. Хоча Евеліна перемагає, несподівано з'являється Михаїл і перекидає Роуз до іншого шару спогадів.
Роуз опиняється в селі, де розуміє, що Михаїл — це частка свідомості Ітана. Подорожуючи селом, дівчина виявляє трупи своїх двійників і спускається в яму, де знаходить свідчення, що Міранда навіть у цьому уявному світі намагається продовжувати дослідження з оживлення Єви, створюючи копії Роуз. Діон був ілюзією, за допомогою якої Міранда заманила Роуз у «Царстві свідомості», але власні плани Евеліни завадили їй завершити перенесення свідомості дочки в тіло Роуз.
Завдяки допомозі Ітана Роуз переноситься в засніжену місцевість, де знаходить кристал. Вона позбувається своїх сил, і Міранда, користуючись цим, нападає на дівчину. Ітан захищає дочку і тепер Роуз повертає свої здібності, щоб урятувати батька. Роуз отямлюється в реальному світі, де вирішує зберегти успадковані сили. Після цього вона відвідує могилу Ітана, повторюючи сцену з фіналу оригінальної гри.

## Завантажувані доповнення
Завантажуване доповнення під назвою Shadows of Rose, видане 28 жовтня 2022 року, продовжує сюжет і зосереджене на дочці Ітана, Роуз. Дія відбувається у місцях з оригінальної гри, але деякі шляхи тут закриті, водночас з'явилися інші. Роуз пересувається повільніше за Ітана, що спонукає гравців більше послуговуватися вміннями та кмітливістю. Більшість ворогів представлена новими істотами — «лицеїдами». Роуз не може блокувати ворожі удари, а набір її зброї включає тільки пістолет і дробовик з обмеженим боєзапасом. Натомість Роуз здатна приголомшувати ворогів, щоб проскочити повз них або зробити вразливими. Доповнення грається з видом від третьої особи і додає такий же вид до оригінальної гри. В режимі Mercenaries з'явилися нові боси та Кріс Редфілд.

## Оцінки й відгуки
| Агрегатор  | Оцінка                                         |
| ---------- | ---------------------------------------------- |
| Metacritic | PC: 85/100 PS4: 85/100 PS5: 84/100 XSX: 82/100 |

| Видання       | Оцінка |
| ------------- | ------ |
| GameSpot      | 9/10   |
| GamesRadar+   | [ 14 ] |
| IGN           | 8/10   |
| Jeuxvideo.com | 16/20  |

Resident Evil Village зібрала середні оцінки на агрегаторі Metacritic для ПК 85/100, для PlayStation 4 85/100, PlayStation 5 84/100, та Xbox Series X/S 82/100.
Філ Горншоу з GameSpot відгукнувся, що Resident Evil Village намагається наслідувати Resident Evil 4 та відчувається суттєво інакше від Resident Evil 7. Resident Evil Village активніша, насиченіша боями. Горншоу похвалив запровадження Герцога, що на відміну від торговця з Resident Evil 4, не скуповує в протагоніста все підряд, а зацікавлений в окремих цінних предметах. За його словами, гра вдало поєднує дизайн Resident Evil 7 та елементи попередніх частин серії, маючи напружені плавні бої, особливо в режимі Mercenaries, та примітні бої з босами. Він також зауважив, що остання година гри надмірно насичена стріляниною, тому виглядає ніби взята з Call of Duty. Додатково він зазначив, що хоча антагоністи гри цікаві, зв'язок сюжету з іншими іграми серії виглядає фальшиво.
Леон Гарлі з Games Radar писав, що Resident Evil Village місцями лякає, але її складно віднести до жанру survival horror, це радше «полювання на монстрів». Якщо початок гри несподіваний та доволі непростий для проходження, то кінець помітно втрачає в цих якостях. Останню главу гри Гарлі також порівняв з Call of Duty за надмір стрілянини. Він похвалив, що гра містить справді вражаючі сюжетні повороти.
Трістан Оджилві з IGN оцінив гру загалом позитивно, зазначивши, що вона являє собою не жахи, а «атракціон жахів» і чудова, якщо сприймати її саме так. «Блукати вулицями Resident Evil Village — це все одно, що відвідати тривожний і смертельний Діснейленд, де кожна пам'ятка — це будинок жахів». Бої з босами він оцінив як дещо розчаровуючі, але велика різноманітність ворогів утримує напругу, особливо на високій складності. Хоча гра наслідує Resident Evil 4 в її найкращих моментах, вона також робить крок назад порівняно з Resident Evil 7, що цілком може розчарувати тих, хто віддає перевагу більш психологічному страху.
Упродовж першого тижня після виходу було продано понад 3 млн примірників Resident Evil Village. В той же час у Японії старт продажів Resident Evil Village став найгіршим у серії від Resident Evil 4, випущеної в 2005 році. Разом для PlayStation 4 і 5 всього за тиждень було продано лише 149884 примірників, на 37 % менше, ніж Resident Evil 7. До 30 червня 2021 року (кінець фінансового річного кварталу Capcom) продажі по світу склали 4,5 млн примірників.